# Traubach-le-Haut
Traubach-le-Haut település Franciaországban, Haut-Rhin megyében. Lakosainak száma 636 fő (2022. január 1.). Traubach-le-Haut Hecken, Falkwiller, Buethwiller, Traubach-le-Bas, Bréchaumont és Guevenatten községekkel határos.

## Népesség
A település népessége az elmúlt években az alábbi módon változott:
| Lakosok száma | 575  | 609  | 615  | 604  | 601  | 605  | 619  | 625  | 636  |
|               | 2013 | 2015 | 2016 | 2017 | 2018 | 2019 | 2020 | 2021 | 2022 |